# Smarves
Smarves là một xã tọa lạc ở tỉnh Vienne trong vùng Nouvelle-Aquitaine, Pháp. Xã này có diện tích 20,09 km², dân số năm 2006 là 2345 người. Xã nằm ở khu vực có độ cao trung bình 115 m trên mực nước biển.

## Hành chính
| Danh sách các xã trưởng |           |                   |      |         |
| Giai đoạn               | Giai đoạn | Tên               | Đảng | Tư cách |
| mars 2001               | mars 2008 | Pierre Joulain    |      |         |
| mars 2008               |           | Philippe Barrault |      |         |

## Biến động dân số
| Năm | 1962 | 1968  | 1975  | 1982  | 1990  | 1999  | 2006  |
| --- | ---- | ----- | ----- | ----- | ----- | ----- | ----- |
| Dân số | 869  | 1 126 | 1 490 | 2 069 | 2 089 | 2 156 | 2 345 |
| From the year 1962 on: No double counting—residents of multiple communes (e.g. students and military personnel) are counted only once. |      |       |       |       |       |       |       |